# Tetragnatha elongata
Tetragnatha elongata là một loài nhện trong họ Tetragnathidae.
Loài này thuộc chi Tetragnatha. Tetragnatha elongata được miêu tả năm 1842 bởi Walckenaer.